# Barrisca
Barrisca là một chi nhện trong họ Trechaleidae.